# European Society for the Study of Western Esotericism
La European Society for the Study of Western Esotericism (ESSWE) es la única sociedad académica de Europa dedicada al estudio del esoterismo occidental. Fundada en 2002, la sociedad promueve el Estudio académico del esoterismo occidental en sus diversas manifestaciones desde la Antigüedad tardía hasta la actualidad y trabaja para asegurar el futuro desarrollo del campo.

## Publicaciones
La revista Aries, revisada por pares, y la serie de libros asociada Aries se publican en Brill bajo los auspicios de la ESSWE. Aries fue publicada en una primera serie por La Table d’Emeraude de 1985 a 1999, antes de que una segunda serie comenzara a ser publicada por Brill en 2001. La serie de libros Aries se inició en 2006. La sociedad también publica periódicamente un Newsletter.
Entre 2016 y 2018, la ESSWE financió los costos de alojamiento y base de datos de la revista Correspondences: Journal for the Study of Esotericism.

## Congresos internacionales
La ESSWE celebra un congreso internacional en un país europeo diferente cada dos años y organiza un taller para estudiantes de posgrado en los años en que no hay congreso. Los congresos se han celebrado en Tubinga (2007), Estrasburgo y Mesina (2009), Szeged (2011), Gotemburgo (2013), Riga (2015), Erfurt (2017) y Ámsterdam (2019).
- 1.º: julio de 2007, Universidad de Tubinga, «Construyendo la tradición: medios y mitos de la transmisión en el esoterismo occidental».
- 2.º: julio de 2009, Universidad de Estrasburgo, «Capitales del esoterismo europeo y diálogo transcultural».
- 3.º: julio de 2011, Universidad de Szeged, «Lux in Tenebris: lo visual y lo simbólico en el esoterismo occidental».
- 4.º: junio de 2013, Universidad de Gotemburgo, «El esoterismo occidental y la salud».
- 5.º: abril de 2015, Universidad de Letonia, «El esoterismo occidental y Oriente».
- 6.º: junio de 2017, Universidad de Erfurt, «El esoterismo occidental y la desviación».
- 7.º: julio de 2019, Universidad de Ámsterdam, «El esoterismo occidental y la consciencia: visiones, voces, estados alterados».

## Otras actividades
La ESSWE ofrece diversos recursos en su sitio web, concede premios y ayudas de viaje para reconocer y alentar a investigadores jóvenes. Cuenta con tres redes regionales —la Scandinavian Network for the Academic Study of Western Esotericism (SNASWE), la Israeli Network for the Study of Western Esotericism (INASWE) y la Irish Network for the Study of Esotericism and Paganism (INSEP)— y dos redes temáticas de investigación, la Contemporary Esotericism Research Network (ContERN) y la ESSWE Network for the Study of Esotericism in Antiquity (NSEA).[cita requerida]

## Relaciones
La ESSWE es una sociedad afiliada de Project AWE (Aesthetics of Western Esotericism), de la International Association for the History of Religions (IAHR) y una organización académica relacionada de la American Academy of Religion (AAR).
En 2014 se fundó, en la Universidad Centroeuropea (Budapest), una red afín para Europa Central y Oriental: la Central and Eastern European Network for the Academic Study of Western Esotericism (CEENASWE).

## Directiva actual
- Presidente: Andreas Kilcher (Eidgenössische Technische Hochschule Zürich, Suiza)
- Vicepresidente: Boaz Huss (Universidad Ben-Gurión del Negev, Israel)
- Secretario: Mark Sedgwick (University de Aarhus, Dinamarca)
- Tesorero y secretario de membresía: Egil Asprem (Universidad de Estocolmo, Suecia)
- Administrador web: Peter J. Forshaw (Universidad de Amsterdam, Países Bajos)
- Henrik Bogdan (Universidad de Gothenburg, Suecia)
- Jean-Pierre Brach (École pratique des hautes études, Sorbona, París, Francia)
- Wouter J. Hanegraaff (Universidad de Ámsterdam, Países Bajos)
- Birgit Menzel (Universität Mainz, Alemania)
- Sophie Page (University College London, Reino Unido)
- Marco Pasi (University of Amsterdam, Países Bajos)
- György E. Szőnyi (Universidad de Szeged, Hungría)
- Helmut Zander (Ruhr-Universität Bochum, Alemania)

## Antiguos directivos notables
- Antoine Faivre (Universidad de la Sorbona, Francia)
- Nicholas Goodrick-Clarke (Universidad de Exeter, Reino Unido)

### Aries Book Series: Texts and Studies in Western Esotericism
- Poller, Jake (2019). Aldous Huxley and alternative spirituality. Texts and Studies in Western Esotericism 27. Leiden: Brill. ISBN 978-90-04-40690-2. OCLC 1122822112.
- Weeks, Andrew; Penman, Leigh (2019). De tribus principiis, oder Beschreibung der Drey Principien Göttliches Wesens: Of the Three Principles of Divine Being, 1619, by Jacob Boehme. Texts and Studies in Western Esotericism 26. Leiden: Brill. ISBN 978-90-04-39527-5. OCLC 1090800283.
- Andersson, Bo; Martin, Lucinda; Penman, Leigh et al., eds. (2018). Jacob Böhme and his world. Texts and Studies in Western Esotericism 25. Leiden: Brill. ISBN 978-90-04-38509-2. OCLC 1057741122.
- Roukema, Aren (2018). Esotericism and narrative: the occult fiction of Charles Williams. Texts and Studies in Western Esotericism 24. Leiden: Brill. ISBN 978-90-04-36911-5. OCLC 1043913882.
- Forshaw, Peter J., ed. (2016). Lux in Tenebris: the Visual and the Symbolic in Western Esotericism. Texts and Studies in Western Esotericism 23. Leiden: Brill. ISBN 978-90-04-33495-3. OCLC 961266854.
- Meir, Jonatan (2016). Kabbalistic circles in Jerusalem (1896-1948). Texts and Studies in Western Esotericism 22. Leiden: Brill. ISBN 978-90-04-32164-9. OCLC 952227048.
- Introvigne, Massimo (2016). Satanism: a social history. Texts and Studies in Western Esotericism 21. Leiden: Brill. ISBN 978-90-04-24496-2. OCLC 951833458.
- Petsche, Johanna J. M. (2015). Gurdjieff and music: the Gurdjieff/de Hartmann piano music and its esoteric significance. Texts and Studies in Western Esotericism 20. Leiden: Brill. ISBN 978-90-04-28444-9. OCLC 903489112.
- Finley, Stephen; Guillory, Margarita; Page (Jr.), Hugh, eds. (2014). Esotericism in African American religious experience: "there is a mystery" ... Texts and Studies in Western Esotericism 19. Boston: Brill. ISBN 978-90-04-28342-8. OCLC 895256983.
- Granholm, Kennet (2016). Dark enlightenment: the historical, sociological, and discursive contexts of contemporary esoteric magic. Texts and Studies in Western Esotericism 18. Boston: Brill. ISBN 978-90-04-27487-7. OCLC 886942426.
- Staudenmaier, Peter (2014). Between occultism and Nazism: anthroposophy and the politics of race in the fascist era. Texts and Studies in Western Esotericism 17. Leiden: Brill. ISBN 978-90-04-27015-2. OCLC 878108930.
- Böhme, Jakob (2013).  Weeks, Andrew, ed. Aurora (Morgen Röte im auffgang, 1612) and ein grundlicher Bericht or a fundamental report (mysterium pansophicum, 1620). Texts and Studies in Western Esotericism 16. Leiden: Brill. ISBN 978-90-04-22568-8. OCLC 874838531.
- Spector, Sheila A., ed. (2012). Francis Mercury van Helmont's "Sketch of Christian Kabbalism". Texts and Studies in Western Esotericism 15. Leiden: Brill. ISBN 978-90-04-22724-8. OCLC 795120525.
- Collis, Robert (2012). The Petrine instauration: religion, esotericism and science at the court of Peter the Great, 1689-1725. Texts and Studies in Western Esotericism 14. Leiden: Brill. ISBN 978-90-04-22439-1. OCLC 773799270.
- Snoek, Joannes Augustinus Maria (2011). Initiating women in Freemasonry: the adoption rite. Texts and Studies in Western Esotericism 13. Leiden: Brill. ISBN 978-90-04-21934-2. OCLC 769927262.
- Fletcher, John Edward (2011). A study of the life and works of Athanasius Kircher, "Germanus incredibilis": with a selection of his unpublished correspondence and an annotated translation of his autobiography. Texts and Studies in Western Esotericism 12. Leiden: Brill. ISBN 978-90-04-21632-7. OCLC 763156013.
- Kilcher, Andreas (2010). Constructing tradition: means and myths of transmission in Western esotericism. Texts and Studies in Western Esotericism 11. Leiden: Brill. ISBN 978-90-04-21637-2. OCLC 741613214.
- Huss, Boaz, ed. (2010). Kabbalah and modernity: interpretations, transformations, adaptations. Texts and Studies in Western Esotericism 10. Leiden: Brill. ISBN 978-90-04-18287-5.
- Wuidar, Laurence, ed. (2010). Music and esotericism. Texts and Studies in Western Esotericism 9. Leiden: Brill. ISBN 978-90-04-18279-0.
- Heidle, Alexandra; Snoek, Joannes Augustinus Maria (2008). Women's agency and rituals in mixed and female Masonic orders. Texts and Studies in Western Esotericism 8. Leiden: Brill. ISBN 978-90-474-2586-1. OCLC 593295789.
- Hanegraaff, Wouter J.; Kripal, Jeffrey J. (2008). Hidden intercourse: eros and sexuality in the history of Western esotericism. Texts and Studies in Western Esotericism 7. Leiden: Brill. ISBN 978-90-474-4358-2. OCLC 606928952.
- Hammer, Olav; Stuckrad, Kocku von (2007). Polemical encounters: esoteric discourse and its others. Texts and Studies in Western Esotericism 6. Leiden: Brill. ISBN 978-90-474-3151-0. OCLC 592756287.
- Weeks, Andrew (2008). Paracelsus (Theophrastus Bombastus von Hohenheim, 1493-1541): essential theoretical writings. Texts and Studies in Western Esotericism 5. Leiden: Brill. ISBN 978-90-474-2341-6. OCLC 304398304.
- Geffarth, Renko D. (2007). Religion und arkane Hierarchie: der Orden der Gold- und Rosenkreuzer als geheime Kirche im 18. Jahrhundert. Texts and Studies in Western Esotericism 4. Leiden: Brill. ISBN 978-90-474-1951-8. OCLC 306693917.
- Helmont, Franciscus Mercurius van (2007).  Coudert, Allison P.; Corse, Taylor, eds. The alphabet of nature. Texts and Studies in Western Esotericism 3. Leiden: Brill. ISBN 978-90-474-1998-3. OCLC 505105226.
- Barnes, Katherine (2006). The higher self in Christopher Brennan's Poems: esotericism, romanticism, symbolism. Texts and Studies in Western Esotericism 2. Leiden: Brill. ISBN 978-90-474-1007-2. OCLC 614537868.
- Szulakowska, Urszula (2006). The sacrificial body and the day of doom: alchemy and apocalyptic discourse in the Protestant Reformation. Texts and Studies in Western Esotericism 1. Leiden: Brill. ISBN 978-1-4356-5759-5. OCLC 319492616.